# Laugh and Get Rich
Laugh and Get Rich is een Amerikaanse filmkomedie uit 1931 onder regie van Gregory La Cava.

## Verhaal
Sarah Austin leidt een kwakkelend pension tijdens de Depressie. Tegelijk houdt ze ook haar knappe tienerdochter Alice in de gaten. Alice is geïnteresseerd in de arme uitvinder Larry Owens, maar Sarah wil haar dochter liever koppelen aan Bill Hepburn, omdat ze denkt dat hij van rijke komaf is.

## Rolverdeling
| Acteur              | Personage                   |
| ------------------- | --------------------------- |
| Edna May Oliver     | Sarah Austin                |
| Hugh Herbert        | Joe Austin                  |
| Dorothy Lee         | Alice Austin                |
| Russell Gleason     | Larry Owens                 |
| John Harron         | Bill Hepburn                |
| Charles Sellon      | Biddle                      |
| George Davis        | Vincentini                  |
| Robert Emmett Keane | Phelps                      |
| Maude Fealy         | Juffrouw Teasdale           |
| Louise Mackintosh   | Zus van Sarah               |
| Lita Chevret        | Zwijgzame gast op het feest |